# Гувлиг
Гувлиг (таб. Ккувлигъ) — село в Табасаранском районе Дагестана (Россия). Входит в состав сельского поселения «Сельсовет Гуминский».

## География
Расположено в 8 км к юго-западу от районного центра — села Хучни.
Ближайшие сёла: на юге — Кюряг, на северо-востоке — Сертиль, на юго-востоке — Ханак, на юго-западе Сикух.

## Население
| 1895 | 1926 | 1939 | 1970 | 1989 | 2002 | 2010 |
| ---- | ---- | ---- | ---- | ---- | ---- | ---- |
| 149  | ↘122 | ↗164 | ↗255 | ↗340 | ↗486 | ↘484 |
| 2021 |      |      |      |      |      |      |
| ↗493 |      |      |      |      |      |      |